# Can't Hardly Wait
Can't Hardly Wait is een Amerikaanse romantische tienerkomedie uit 1998 van Harry Elfont en Deborah Kaplan. De hoofdrollen zijn voor Jennifer Love Hewitt, Ethan Embry, Charlie Korsmo, Lauren Ambrose, Peter Facinelli, en Seth Green.

## Rolverdeling
| Acteur               | Personage       |
| -------------------- | --------------- |
| Hoofdrollen          |                 |
| Seth Green           | Kenny Fisher    |
| Jennifer Love Hewitt | Amanda Beckett  |
| Ethan Embry          | Preston Meyers  |
| Lauren Ambrose       | Denise Fleming  |
| Bijrollen            |                 |
| Peter Facinelli      | Mike Dexter     |
| Charlie Korsmo       | William Lichter |
| Erik Palladino       | Neef Ron        |
| Channon Roe          | Jake            |
| Sean Patrick Thomas  | Ben             |
| Freddy Rodríguez     | T.J.            |
| Johnny Zander        | Jimmy           |
| Donald Faison        | Dan             |
| Alec Ledd            | Brian           |
| Jaime Pressly        | Beth            |
| Tamala Jones         | Cindi           |
| Jennifer Lyons       | Rachel          |
| Paige Moss           | Ashley          |
| Chris Owen           | The Klepto Kid  |
| Brianna Churchill    | Madasyn Kelly   |

## Achtergrond
De film speelt zich af op een eindexamenfeest van een middelbare school en lijkt daarin op de films uit de jaren 80 die zich ook in die sfeer afspelen. De filmmakers raakten geïnspireerd in het maken van een dergelijke film omdat ze meenden dat de feestscènes in de meeste tienerfilms de beste zijn. Daarom besloten ze om een film te maken die zich uitsluitend op een feest afspeelt.
De film werd genoemd naar het gelijknamige nummer van The Replacements, dat staat op hun album Pleased to Meet Me uit 1987. Het nummer wordt tijdens de aftiteling, aan het einde van de film gedraaid.